# 雷威斯足球會
雷威斯足球會（Lewes Football Club）是一支位於英格蘭雷威斯的職業足球會，目前於英格蘭足球依斯米安聯賽超聯組角逐。

## 外部連結
- Official website （页面存档备份，存于）